# Чинандега
Чинандега (ісп. Chinandega) — місто в Нікарагуа.

## Географія
Місто Чинандега розташоване на крайньому північному заході Нікарагуа, за 20 кілометрів від тихоокеанського узбережжя цієї країни, і є адміністративним центром провінції Чинандега. Це місто також лежить за 134 кілометрах на північний захід від столиці Нікарагуа — Манагуа. Чисельність населення — 133.700 чол. (на 2004 рік).

### Клімат
Місто знаходиться у зоні, котра характеризується кліматом тропічних саван. Найтепліший місяць — березень із середньою температурою 27.8 °C (82 °F). Найхолодніший місяць — листопад, із середньою температурою 25 °С (77 °F).
| Клімат Чинандеги        | Клімат Чинандеги | Клімат Чинандеги | Клімат Чинандеги | Клімат Чинандеги | Клімат Чинандеги | Клімат Чинандеги | Клімат Чинандеги | Клімат Чинандеги | Клімат Чинандеги | Клімат Чинандеги | Клімат Чинандеги | Клімат Чинандеги | Клімат Чинандеги |
| Показник                | Січ.             | Лют.             | Бер.             | Квіт.            | Трав.            | Черв.            | Лип.             | Серп.            | Вер.             | Жовт.            | Лист.            | Груд.            | Рік              |
| Середня температура, °C | 26               | 27               | 28               | 28               | 27               | 26               | 27               | 26               | 26               | 26               | 25               | 25               | 26               |
| Норма опадів, мм        | 0                | 2                | 4                | 35               | 237              | 308              | 187              | 237              | 411              | 439              | 87               | 11               | 1957             |
| ----------------------- | ---------------- | ---------------- | ---------------- | ---------------- | ---------------- | ---------------- | ---------------- | ---------------- | ---------------- | ---------------- | ---------------- | ---------------- | ---------------- |
| Джерело: Weatherbase    |                  |                  |                  |                  |                  |                  |                  |                  |                  |                  |                  |                  |                  |

## Історія
Перше поселення на місці нинішнього міста імовірно з'явилося в 596 році н. е. У перекладі з ацтекської мови Чинандега означає — містечко пальмових дахів. Після завоювання цих територій іспанцями, з 1529 року Чинандега була резиденцією місцевої колоніальної влади і центром великого сільськогосподарського району. У 1839 році вона отримала права міста. Під час громадянської війни а Нікарагуа в 1927 році значна частина міста була знищена пожежами, в зв'язку з чим Чинандега отримала назву «міста-мученика».
У 1989 році до 150-річчя отримання міського статусу, завдяки збереженим архітектурним пам'яткам колоніального періоду, Чинандега була оголошена «національним надбанням Нікарагуа».
У міському музеї Чинандега зібрана велика колекція експонатів, що відносяться до доколумбової, індіанської історії Центральної Америки (понад 12 тис. експонатів).